# Сян Гуанъяо
Сян Гуанъя́о (кит. упр. 相光耀, пиньинь Xiāng Guāngyào; род. 22 марта 1995, Харбин) — китайский фигурист, выступающий в танцах на льду. В паре с Ли Сибэй он — серебряный призёр чемпионата Китая (2017) и участник чемпионата четырёх континентов (2016).

## Карьера
На чемпионатах Китая с 2009 по 2012 годы выступал в одиночном катании, не претендуя на высокие места.
К национальному чемпионату 2013 года перешёл в танцы на льду, образовав пару с Ли Сибэй, с которой начал показывать более хорошие результаты. На первом совместном первенстве Китая они показали шестую сумму баллов среди четырнадцати танцевальных дуэтов, выходивших на старт.
В 2014 году дебютировали на международных турнирах, выступив на этапах юниорской серии Гран-при.
На чемпионате страны в сезоне 2015/2016 навязали серьезную конкуренцию в борьбе за медали. После исполнения короткого танца занимали третью строчку с преимуществом в 0,02 балла, но по итогам второго дня состязаний не смогли удержаться на призовом месте, и стали четвёртыми в итоговой таблице. В этом же сезоне были выбраны Китайской федерацией фигурного катания для участия на чемпионате четырёх континентов и чемпионате мира среди юниоров.
Главным успехом на национальном уровне стал чемпионат 2017 года, на котором Сян и Ли завоевали серебряные награды, набрав за два проката 116,41 балла.
Помимо соревнований принимал участие в телевизионном ледовом шоу, где катался в паре с актрисой Чжан Цзинчу. Также присоединился к команде по синхронному катанию «Team Ice Pearl», в составе которой в 2019 году стал участником чемпионата мира.

## Результаты
(с Ли Сибэй)
| Соревнования                        | 12/13         | 13/14         | 14/15         | 15/16         | 16/17         |
| Международные                       | Международные | Международные | Международные | Международные | Международные |
| ----------------------------------- | ------------- | ------------- | ------------- | ------------- | ------------- |
| Чемпионаты четырёх континентов      |               |               |               | 15            |               |
| Международные среди юниоров         |               |               |               |               |               |
| Чемпионаты мира среди юниоров       |               |               |               | 21            |               |
| Этапы юниорского Гран-при: Латвия   |               |               |               | 9             |               |
| Этапы юниорского Гран-при: Япония   |               |               | 8             |               |               |
| Этапы юниорского Гран-при: Словения |               |               | 11            |               |               |
| Национальные                        |               |               |               |               |               |
| Чемпионаты Китая                    | 6             | 10            | 4             | 4             | 2             |

(в одиночном катании)
| Соревнования     | 08/09        | 09/10        | 10/11        | 11/12        |
| Национальные     | Национальные | Национальные | Национальные | Национальные |
| ---------------- | ------------ | ------------ | ------------ | ------------ |
| Чемпионаты Китая | 15           | 18           | 13           | 16           |